# Radama I
Radama I, sobrenomenat el Gran, (Turó reial d'Ambohimanga, 1793-Rova d'Antananarivo, 1828) va ser el primer sobirà malgaix en ser reconegut com a Rei de Madagascar (1810-1828) per un Estat europeu.
Va arribar al poder als 18 anys després de la mort del seu pare, el rei Andrianampoinimerina. Sota el seu govern i per invitació seva, van entrar els primers europeus al seu regne de la serra central d'Imerina i la seva capital Antananarivo. Radama va encoratjar a aquests enviats de la Societat Missionera de Londres a establir escoles per tal d'ensenyar artesania i alfabetitzar als nobles i potencials reclutes militars i del servei civil; també van introduir el cristianisme i van ensenyar a llegir i escriure usant la Bíblia traduïda al malgaix. Sota el seu mandat es van promulgar una àmplia gamma de reformes polítiques i socials, inclòs el fi del tràfic internacional d'esclaus, que havia estat històricament una font clau de riquesa i armament per a la monarquia Merina. A través d'agressives campanyes militars va aconseguir unir a dos terços de l'illa sota el seu govern. L'abús de l'alcohol va debilitar la seva salut i va morir prematurament als 35 anys. El va succeir la seva dona de més alt rang, Ranavalona I.